# Куравлёв, Леонид Вячеславович
Леони́д Вячесла́вович Куравлёв (8 октября 1936, Москва, СССР — 30 января 2022, Хамовники) — советский и российский киноактёр, телеведущий; народный артист РСФСР (1977).

## Биография
Родился 8 октября 1936 года в Москве в русской семье слесаря авиазавода «Салют» Вячеслава Яковлевича Куравлёва (1909—1979) и Валентины Дмитриевны Куравлёвой (урожд. Кораблёва) (1916—1993).
Мать, Валентина Дмитриевна, работала на кожевенном заводе, позднее — в парикмахерской дамским мастером. В начале войны была арестована, осуждена по 58-й статье к 5 годам исправительно-трудового лагеря. Была отправлена этапом в Караганду, где пять лет работала на металлургическом заводе. Куравлёва растила сестра матери Надежда. Позже место ссылки изменили на Кольский полуостров, Куравлёву разрешили поехать к матери в посёлок Зашеек Мурманской области на берегу озера Имандра. Здесь он прожил до 15-летнего возраста. В 1951 году они вернулись в Москву, в Мейеровский проезд.
Как рассказывал Куравлёв на одной из встреч со зрителями: «Я из рабочих-крестьян. Окраина Москвы, рабочий люд, хулиганы. Всё было окружено бедностью, погружено в бедность». В роль шофёра Павла Колокольникова, героя второго шукшинского фильма, Куравлёву долго вживаться не пришлось. Он и сам был «таким парнем», только не с Чуйского тракта, а с Мейеровского проезда.
В школе Куравлёв учился неважно. Особенно трудно ему давались точные науки: математика, химия и физика. По его словам, это и повлияло на выбор профессии. Двоюродная сестра шутя посоветовала ему после школы поступать во ВГИК — там точно не надо сдавать ни одного из столь нелюбимых им предметов.
В 1953 году Леонид Куравлёв впервые попытался поступить во ВГИК, однако в вуз не прошёл и устроился на работу в московскую артель Мосгорхимпромсоюза. Это предприятие на Измайловском шоссе, д. 20, выпускало стеклянные ёлочные игрушки, украшения и линзы для фотообъективов. Следующая попытка состоялась в 1955 году; на этот раз он успешно сдал экзамены и стал студентом актёрского отделения ВГИКа, где учился на курсе Бориса Владимировича Бибикова. Окончил ВГИК в 1960 году, среди однокурсников были Светлана Дружинина, Софико Чиаурели.

### В кино и на телевидении
В кино дебютировал студентом, сыграв солдата-сапёра Морозова в фильме Андрея Тарковского и Александра Гордона «Сегодня увольнения не будет…» (1958). Параллельно начинающий актёр снялся в дипломной работе Василия Шукшина «Из Лебяжьего сообщают» и в приключенческом фильме Михаила Швейцера «Мичман Панин» (оба фильма — в 1960).
В 1960—1992 годах состоял в труппе Театра-студии киноактёра.
Участвовал в телепередаче «Белый попугай».
В 1998—2000 годах вёл на телеканале «РТР» программу «Мир книг с Леонидом Куравлёвым», в которой рассказывал о книжных новинках.
В 2014 году на телеканале «НТВ», в передаче «Новые русские сенсации», был показан 44-минутный сюжет «Леонид Куравлёв. Я ухожу».

### Последние месяцы жизни
С лета 2021 года жил в доме-пансионате для пожилых людей в Москве.
5 января 2022 года был госпитализирован в больницу в Коммунарке с диагнозом вирусная пневмония; затем был переведён в Первый московский хоспис имени В. В. Миллионщиковой.
Скончался 30 января 2022 года в хосписе в Москве на 86-м году жизни от остановки сердца. 1 февраля 2022 года состоялось отпевание в Центральной клинической больнице. Похоронен на Троекуровском кладбище Москвы рядом с супругой Ниной Васильевной.

## Семья
Жена Куравлёва Нина Васильевна (15 мая 1939 — 5 апреля 2012), преподаватель английского языка, работала завучем школы. Прожили вместе 52 года (c 1960 по 2012), познакомились на катке, когда Леониду было шестнадцать лет, а Нине — тринадцать. Куравлёва прожила семьдесят два года, похоронена на Троекуровском кладбище. После смерти супруги Леонид Куравлёв вёл затворнический образ жизни, практически не появляясь на публике. На надгробии могилы супруги ещё при жизни Куравлёва было выбито его имя.
- Дочь Екатерина (род. 6 марта 1962), окончила Щукинское училище; вместе с отцом исполнила эпизодическую роль в фильме «Самая обаятельная и привлекательная» (Лариса, соседка Нади по гостинице), а также ещё снялась в шести фильмах, после чего освоила профессию психотерапевта. После смерти матери стала жить в квартире отца[5][28] в Доме на набережной[29][30][31].
- Сын Василий (род. 14 января 1978), назван в честь писателя Василия Шукшина[32]. Окончил в 2000 году Московский автодорожный институт[5]. Кандидат экономических наук, занимается бизнесом.

## Взгляды и общественная позиция
В марте 2014 года Куравлёв подписал обращение деятелей культуры Российской Федерации в поддержку действий России на Украине и аннексии Крыма.
В интервью 2016 года актёр назвал существование России «спасением мира» и призвал поддержать президента России Владимира Путина. Он высказал мнение, что страны Запада стремятся уничтожить Россию, а такие понятия, как «доброта» и «душа», иностранцам чужды.
В 2017 году Леонид Куравлёв был внесён в базу украинского «Миротворца».
По собственному признанию, черпал силы в христианской вере.
Болел за московский футбольный клуб ЦСКА.

## Творчество

### Фильмография

Леонид Куравлёв в роли Жоржа Милославского в фильме «Иван Васильевич меняет профессию»

| Год       |     | Название                                                               | Роль                                                                                            |
| --------- | --- | ---------------------------------------------------------------------- | ----------------------------------------------------------------------------------------------- |
| 1958      | ф   | Сегодня увольнения не будет…                                           | Морозов, солдат-сапёр                                                                           |
| 1960      | ф   | Мичман Панин                                                           | Камушкин, матрос                                                                                |
| 1960      | ф   | Из Лебяжьего сообщают                                                  | Сеня Громов, заикающийся комбайнёр                                                              |
| 1961      | ф   | Водил поезда машинист                                                  | Яша, помощник машиниста                                                                         |
| 1961      | ф   | Две жизни                                                              | Митяй, соратник большевика Игнатьева                                                            |
| 1961      | ф   | Когда деревья были большими                                            | Лёня                                                                                            |
| 1961      | ф   | Любушка                                                                | Александр Иванович                                                                              |
| 1962      | ф   | Третий тайм                                                            | Фокин                                                                                           |
| 1963      | ф   | Крыса на подносе                                                       | художник-абстракционист                                                                         |
| 1964      | ф   | Всё для вас                                                            | Юрий Васильевич Гребешков                                                                       |
| 1964      | ф   | Живёт такой парень                                                     | Пашка Колокольников, шофёр                                                                      |
| 1964      | ф   | Непридуманная история                                                  | Костя                                                                                           |
| 1965      | ф   | Ваш сын и брат                                                         | Степан                                                                                          |
| 1965      | ф   | Время, вперёд!                                                         | Корнеев                                                                                         |
| 1966      | ф   | Старшая сестра                                                         | Володя                                                                                          |
| 1966      | ф   | Такой большой мальчик                                                  | Василий                                                                                         |
| 1966      | кор | Без свидетелей                                                         | Валька Бурмакин                                                                                 |
| 1967      | ф   | Вий                                                                    | Хома Брут                                                                                       |
| 1968      | ф   | Золотой телёнок                                                        | Шура Балаганов                                                                                  |
| 1968      | ф   | Крах                                                                   | Сыроежкин, чекист                                                                               |
| 1968      | ф   | Любовь Серафима Фролова                                                | Серафим Фролов                                                                                  |
| 1968      | ф   | Мужской разговор                                                       | Алексей                                                                                         |
| 1968      | ф   | Урок литературы                                                        | Савелий                                                                                         |
| 1969      | ф   | Гори, гори, моя звезда                                                 | Сердюк, комиссар                                                                                |
| 1969      | ф   | День и вся жизнь                                                       | Виктор Тимофеевич                                                                               |
| 1969      | ф   | Неподсуден                                                             | Сорокин, муж Нади                                                                               |
| 1969      | ф   | Я его невеста                                                          | начальник лагеря                                                                                |
| 1970      | ф   | Баллада о Беринге и его друзьях                                        | Тишин                                                                                           |
| 1970      | ф   | О друзьях-товарищах                                                    | Синицын, связной заговорщиков                                                                   |
| 1970      | ф   | Два дня чудес                                                          | Вадим Леонидович Мурашёв, заведующий терапевтическим отделением                                 |
| 1970      | тф  | Карусель                                                               | Николай Тимофеевич, приказчик                                                                   |
| 1970      | ф   | Начало                                                                 | Аркадий, женатый ухажёр Паши Строгановой                                                        |
| 1970      | ф   | Поздний ребёнок                                                        | Иван                                                                                            |
| 1970      | ф   | Семь невест ефрейтора Збруева                                          | священнослужитель                                                                               |
| 1971      | ф   | Мальчики                                                               | Виктор Викторович, делец и мошенник, "черный" антрепренер                                       |
| 1971      | ф   | Молодые                                                                | новосёл                                                                                         |
| 1971      | ф   | Освобождение. Последний штурм                                          | связист                                                                                         |
| 1971      | ф   | Седьмое небо                                                           | Евсеев                                                                                          |
| 1971      | ф   | Ход белой королевы                                                     | Тюликов                                                                                         |
| 1972      | тф  | Двенадцать месяцев                                                     | старый солдат                                                                                   |
| 1972      | ф   | Жизнь и удивительные приключения Робинзона Крузо                       | Робинзон Крузо                                                                                  |
| 1973      | ф   | Иван Васильевич меняет профессию                                       | Жорж Милославский                                                                               |
| 1973      | ф   | Нейлон 100 %                                                           | Веня Гурьянов, продавец в комиссионном магазине                                                 |
| 1973      | ф   | Пётр Рябинкин                                                          | Капустин                                                                                        |
| 1973      | тф  | Семнадцать мгновений весны                                             | оберштурмбанфюрер Айсман                                                                        |
| 1973      | тф  | Эта весёлая планета                                                    | Игрек, инопланетянин                                                                            |
| 1973      | ф   | Табор: Татьяна-Борис («Друзья мои»)                                    | Проворов, инспектор ГАИ                                                                         |
| 1974      | ф   | Кыш и Двапортфеля                                                      | папа Алёши                                                                                      |
| 1974      | тф  | Лев Гурыч Синичкин                                                     | князь Ветренский                                                                                |
| 1974      | ф   | Свой парень                                                            | новосёл                                                                                         |
| 1974      | ф   | Северная рапсодия                                                      | Ладейкин                                                                                        |
| 1975      | ф   | Ау-у!                                                                  | Геннадий Пташук, пьяный актёр                                                                   |
| 1975      | ф   | Афоня                                                                  | Афанасий Николаевич Борщов («Афоня»), слесарь-сантехник                                         |
| 1975      | ф   | Бегство мистера Мак-Кинли                                              | мистер Дроот                                                                                    |
| 1975      | ф   | Мечтать и жить                                                         | Иван Григорьевич, режиссёр сельского клуба                                                      |
| 1975      | ф   | Не может быть!                                                         | Володя Завитушкин, жених                                                                        |
| 1975      | ф   | Повторная свадьба                                                      | Михайлов, заведующий горздравотделом                                                            |
| 1975      | ф   | Последняя жертва                                                       | Лавр Мироныч, племянник Фрол Федулыча                                                           |
| 1975      | ф   | Соло для слона с оркестром                                             | Гриша, заместитель директора                                                                    |
| 1976      | ф   | Безотцовщина                                                           | Кеша                                                                                            |
| 1976      | ф   | Приключения Травки                                                     | дядя Лёня                                                                                       |
| 1976      | ф   | Развлечение для старичков                                              | Ефремов                                                                                         |
| 1976      | ф   | Ты — мне, я — тебе                                                     | Кашкин: Иван/Сергей (озвучивал Ю. Саранцев)                                                     |
| 1977      | ф   | Инкогнито из Петербурга                                                | Иван Кузьмич Шпекин, почтмейстер                                                                |
| 1977      | ф   | Мимино                                                                 | Хачикян, профессор-эндокринолог                                                                 |
| 1977      | ф   | Самый красивый конь                                                    | папа Игоря Пономарёва                                                                           |
| 1977      | ф   | Смешные люди!                                                          | Денис Григорьев                                                                                 |
| 1977      | ф   | Счёт человеческий                                                      | Чаплыгин                                                                                        |
| 1977      | ф   | Тимур и его команда                                                    | Георгий Гараев, дядя Тимура                                                                     |
| 1977      | тф  | Эти невероятные музыканты, или Новые сновидения Шурика                 | камео                                                                                           |
| 1978      | ф   | Живите в радости                                                       | Митяй Пряжкин, изобретатель                                                                     |
| 1978      | ф   | По улице комод водили                                                  | Михаил                                                                                          |
| 1978      | ф   | Пока безумствует мечта                                                 | отец Илья                                                                                       |
| 1978      | ф   | Целуются зори                                                          | Лёшка Воробьёв                                                                                  |
| 1979      | ф   | Безответная любовь                                                     | Сенечка, актёр                                                                                  |
| 1979      | тф  | Место встречи изменить нельзя                                          | Валентин Бисяев («Копчёный»), уголовник                                                         |
| 1979      | ф   | Пена                                                                   | Валерий Солома                                                                                  |
| 1979      | ф   | С любимыми не расставайтесь                                            | Валера                                                                                          |
| 1979      | ф   | Суета сует                                                             | Володя, новый знакомый Марины                                                                   |
| 1979      | ф   | Шла собака по роялю                                                    | Николай Канарейкин                                                                              |
| 1979      | ф   | Фрак для шалопая                                                       | Деев, капитан милиции                                                                           |
| 1979      | тф  | Маленькие трагедии                                                     | Лепорелло / Прохоров                                                                            |
| 1980      | ф   | Глубокие родственники                                                  | Толик                                                                                           |
| 1980      | ф   | Дамы приглашают кавалеров                                              | Саня Свинцов                                                                                    |
| 1980      | ф   | За спичками                                                            | крестьянин                                                                                      |
| 1981      | ф   | Бешеные деньги                                                         | Василий                                                                                         |
| 1981      | тф  | Мы, нижеподписавшиеся                                                  | Леонид Шиндин                                                                                   |
| 1981      | ф   | Факты минувшего дня                                                    | Гринин                                                                                          |
| 1981      | тф  | Следствие ведут ЗнаТоКи. Из жизни фруктов                              | Иван Малахов                                                                                    |
| 1982      | ф   | Трест, который лопнул                                                  | Эзра Планкетт, аграрий                                                                          |
| 1982      | ф   | Берегите мужчин!                                                       | Владимир Борисович Радионов, муж Марфы                                                          |
| 1982      | тф  | Ищите женщину                                                          | Анри Грандэн, инспектор                                                                         |
| 1982      | ф   | Не было печали                                                         | Вадим Петрович Потапов, директор НИИ                                                            |
| 1982      | ф   | Просто ужас!                                                           | Руслан Иванович                                                                                 |
| 1982      | ф   | Свадебный подарок                                                      | Вадим, врач                                                                                     |
| 1983      | ф   | Витя Глушаков — друг апачей                                            | дядя Аркадий                                                                                    |
| 1983      | ф   | Демидовы                                                               | Александр Данилович Меньшиков                                                                   |
| 1983      | ф   | Миргород и его обитатели                                               | Иван Фёдорович Шпонька                                                                          |
| 1983      | ф   | Мы из джаза                                                            | Самсонов, начальник «Ассоциации пролетарских музыкантов»                                        |
| 1984      | ф   | Медный ангел                                                           | Ларсен, местный профессор                                                                       |
| 1984      | ф   | Прежде чем расстаться                                                  | Бадарин                                                                                         |
| 1984      | с   | ТАСС уполномочен заявить…                                              | Зотов                                                                                           |
| 1984      | ф   | Человек-невидимка                                                      | Марвел                                                                                          |
| 1984      | ф   | Через все годы                                                         | Орехов                                                                                          |
| 1985      | ф   | Змеелов                                                                | Константин, друг Павла                                                                          |
| 1985      | ф   | Искренне Ваш…                                                          | Нимцов, милиционер                                                                              |
| 1985      | тф  | Золотая рыбка                                                          | Геннадий Пташук, пьяный актёр                                                                   |
| 1985      | ф   | Опасно для жизни!                                                      | Спартак Иванович Молодцов                                                                       |
| 1985      | ф   | Пять минут страха                                                      | Леонид Иванович Каретников                                                                      |
| 1985      | ф   | Самая обаятельная и привлекательная                                    | Миша Дятлов                                                                                     |
| 1986      | ф   | Левша                                                                  | император Александр I                                                                           |
| 1986      | ф   | На златом крыльце сидели                                               | король Амфибрахий                                                                               |
| 1986      | тф  | Приключения Шерлока Холмса и доктора Ватсона: Двадцатый век начинается | фон Борк, немецкий агент                                                                        |
| 1987      | ф   | Загон                                                                  | Сергей Захаров, профессор                                                                       |
| 1987      | ф   | Мы ваши дети                                                           | Виктор Павлович Демидов                                                                         |
| 1987      | ф   | Первая встреча, последняя встреча                                      | граф                                                                                            |
| 1987      | ф   | Поражение                                                              | Яков Иванович Агатов, учёный                                                                    |
| 1987      | ф   | Раз на раз не приходится                                               | Фёдор Романов                                                                                   |
| 1987      | ф   | Шантажист                                                              | Фёдор Семёныч                                                                                   |
| 1987      | ф   | Эсперанса                                                              | Степан Борщёв                                                                                   |
| 1988      | ф   | Ёлки-палки!                                                            | Володя, электрик                                                                                |
| 1988      | ф   | Житие Дон Кихота и Санчо                                               | Николас, цирюльник                                                                              |
| 1988      | ф   | Запретная зона                                                         | Георгий Семёнович Прохоров                                                                      |
| 1988      | ф   | Презумпция невиновности                                                | Бондарев                                                                                        |
| 1988      | ф   | Пусть я умру, Господи                                                  | камео                                                                                           |
| 1988—1990 | с   | Трое на красном ковре                                                  | Михаил Иванович Сошкин                                                                          |
| 1989      | ф   | Бейбарс                                                                | Аноним                                                                                          |
| 1989      | ф   | Султан Бейбарс                                                         | Аноним                                                                                          |
| 1989      | ф   | Вход в лабиринт                                                        | Хлебников                                                                                       |
| 1989      | ф   | Лестница                                                               | дядя Миша                                                                                       |
| 1989      | ф   | Несрочная весна                                                        | хозяин                                                                                          |
| 1989      | ф   | Оно                                                                    | Василиск Семёнович Бородавкин                                                                   |
| 1989      | ф   | Частный детектив, или Операция «Кооперация»                            | редактор газеты                                                                                 |
| 1990      | ф   | Мордашка                                                               | Аркадий                                                                                         |
| 1990      | ф   | Очарованный странник                                                   | мужик                                                                                           |
| 1990      | ф   | Самоубийца                                                             | Калабушкин                                                                                      |
| 1990      | ф   | Сделано в СССР                                                         | Иван Моисеевич                                                                                  |
| 1990      | ф   | Испанская актриса для русского министра                                | Степанов                                                                                        |
| 1991      | ф   | Агенты КГБ тоже влюбляются                                             | Иван Трофимович                                                                                 |
| 1991      | ф   | Москва / Ночи страха / Notti di paura (Италия)                         | Блохин                                                                                          |
| 1991      | ф   | Гангстеры в океане                                                     | Собакин                                                                                         |
| 1991      | ф   | Встретимся на Таити                                                    | Шнайдер                                                                                         |
| 1991      | ф   | След дождя                                                             | Павел Сергеевич                                                                                 |
| 1991      | ф   | Криминальное танго («Фитиль»)                                          | Имя персонажа не указано                                                                        |
| 1992      | ф   | Контрабандист                                                          | руководитель круиза                                                                             |
| 1992      | ф   | Детонатор                                                              | старик                                                                                          |
| 1992      | ф   | Как живёте, караси?                                                    | самое высокое начальство                                                                        |
| 1992      | ф   | На Дерибасовской хорошая погода, или На Брайтон-Бич опять идут дожди   | М. С. Горбачёв, президент СССР                                                                  |
| 1992      | ф   | Тридцатого уничтожить!                                                 | Крот                                                                                            |
| 1993      | ф   | Кодекс бесчестия                                                       | Холин                                                                                           |
| 1993      | тф  | В Новогоднюю ночь. Бал в Останкино                                     | часовых дел мастер                                                                              |
| 1993      | ф   | Зачем алиби честному человеку?                                         | Шалудкин                                                                                        |
| 1993      | ф   | Территория                                                             | Пётр Николаевич Данилов                                                                         |
| 1993      | ф   | Чёртовы куклы                                                          | Томпсон                                                                                         |
| 1993      | ф   | Провинциальный бенефис                                                 | Шмага                                                                                           |
| 1993      | ф   | Скандал в нашем Клошгороде                                             | учитель                                                                                         |
| 1993      | ф   | Личная жизнь королевы                                                  | посол России                                                                                    |
| 1994      | ф   | Мастер и Маргарита                                                     | Никанор Иванович Босой, председатель жилтоварищества                                            |
| 1994      | ф   | Приговор                                                               | Лео Харман                                                                                      |
| 1994      | ф   | Призрак дома моего                                                     | домовой                                                                                         |
| 1994      | ф   | Простодушный                                                           | епископ                                                                                         |
| 1994      | ф   | Русский счёт                                                           | майор Иван Иванович Сидоров, начальник УВД                                                      |
| 1994      | ф   | Русское чудо                                                           | Сеня, импресарио                                                                                |
| 1995      | ф   | Барышня-крестьянка                                                     | Муромский, помещик                                                                              |
| 1995      | ф   | Будем жить!                                                            | Анатолий                                                                                        |
| 1995      | ф   | Ширли-мырли                                                            | американский посол                                                                              |
| 1995      | с   | Русский проект («Будь счастлив, Пашка»)                                | Пашка Колокольников                                                                             |
| 1996      | ф   | Мужчина для молодой женщины                                            | адвокат Олега                                                                                   |
| 1996      | ф   | Попадальщик                                                            | Имя персонажа не указано                                                                        |
| 1997      | ф   | Новогодняя история                                                     | Дед Мороз                                                                                       |
| 1997      | тф  | Старые песни о главном 2                                               | Афанасий Николаевич Борщов («Афоня»), рабочий-плотник                                           |
| 1998      | тф  | Старые песни о главном 3                                               | Жорж Милославский                                                                               |
| 1998      | ф   | Стрингер                                                               | Митягин                                                                                         |
| 1998      | ф   | Сибирский цирюльник                                                    | Букин, вахмистр                                                                                 |
| 1999      | ф   | Ультиматум                                                             | Леонид, токарь                                                                                  |
| 2000      | ф   | Новый год в ноябре                                                     | Кудряшко                                                                                        |
| 2001—2005 | с   | Сыщики                                                                 | Савелий Игнатьевич Лютиков, полковник милиции                                                   |
| 2001      | ф   | Серебряная свадьба                                                     | писатель                                                                                        |
| 2001      | ф   | Мамука                                                                 | Имя персонажа не указано                                                                        |
| 2002      | с   | Бригада                                                                | Пётр Ильич, генерал-лейтенант МВД                                                               |
| 2002      | ф   | Если невеста ведьма                                                    | профессор                                                                                       |
| 2002      | ф   | Железнодорожный романс                                                 | Николай Петрович, проводник                                                                     |
| 2002      | ф   | Приключения Даши                                                       | Имя персонажа не указано                                                                        |
| 2002      | ф   | Стрела любви                                                           | проводник                                                                                       |
| 2003      | с   | Европейский конвой                                                     | Остапчук, генерал                                                                               |
| 2004      | с   | Евлампия Романова 2                                                    | Михаил Галин, издатель                                                                          |
| 2004      | ф   | Национальная бомба                                                     | снимался                                                                                        |
| 2004      | ф   | Сага древних булгар. Лествица Владимира Красное Солнышко               | Добрыня                                                                                         |
| 2005      | ф   | Турецкий гамбит                                                        | майор                                                                                           |
| 2005      | ф   | Двое у ёлки, не считая собаки                                          | Хозяин                                                                                          |
| 2005      | ф   | Охота на изюбря                                                        | Сокольский                                                                                      |
| 2005      | ф   | Семь Джульетт и два Ромео                                              | Имя персонажа не указано                                                                        |
| 2004—2007 | с   | Улицы разбитых фонарей                                                 | Начальник РУВД Петроградского района Санкт-Петербурга, Андрей Петрович Ершов, полковник милиции |
| 2006      | ф   | Была не была                                                           | Павел Игнатьевич                                                                                |
| 2007      | ф   | Ка-Де-Бо                                                               | Имя персонажа не указано                                                                        |
| 2008      | ф   | Наследники                                                             | глава администрации                                                                             |
| 2008      | ф   | Поллианна                                                              | снимался                                                                                        |
| 2009      | ф   | Книга мастеров                                                         | барин                                                                                           |
| 2015      | ф   | Весь этот джем                                                         | отец Леонтий                                                                                    |

### Озвучивание
Кино
| Год  |   | Название                          | Роль                         |
| ---- | - | --------------------------------- | ---------------------------- |
| 1973 | ф | Своя земля                        | Кузьма (роль Павла Шальнова) |
| 2007 | ф | Приключения солдата Ивана Чонкина | авторский текст              |

Мультипликация
| Год       |    | Название              | Роль                 |
| --------- | -- | --------------------- | -------------------- |
| 1973      | мф | Айболит и Бармалей    | Толстый разбойник    |
| 1978      | мф | Дождь                 | Тренька, подмастерье |
| 1987      | мф | Мартынко              | Мартынко, солдат     |
| 1988      | мф | Карпуша               | Карпуша, работник    |
| 1990      | мф | Курица                | Петух                |
| 1993      | мф | Чуффык                | Тетерев              |
| 1997      | мф | Ночь перед Рождеством | Вакула, кузнец       |
| 1994—2004 | мс | Иван и Митрофан       | Иван                 |

## Награды и звания

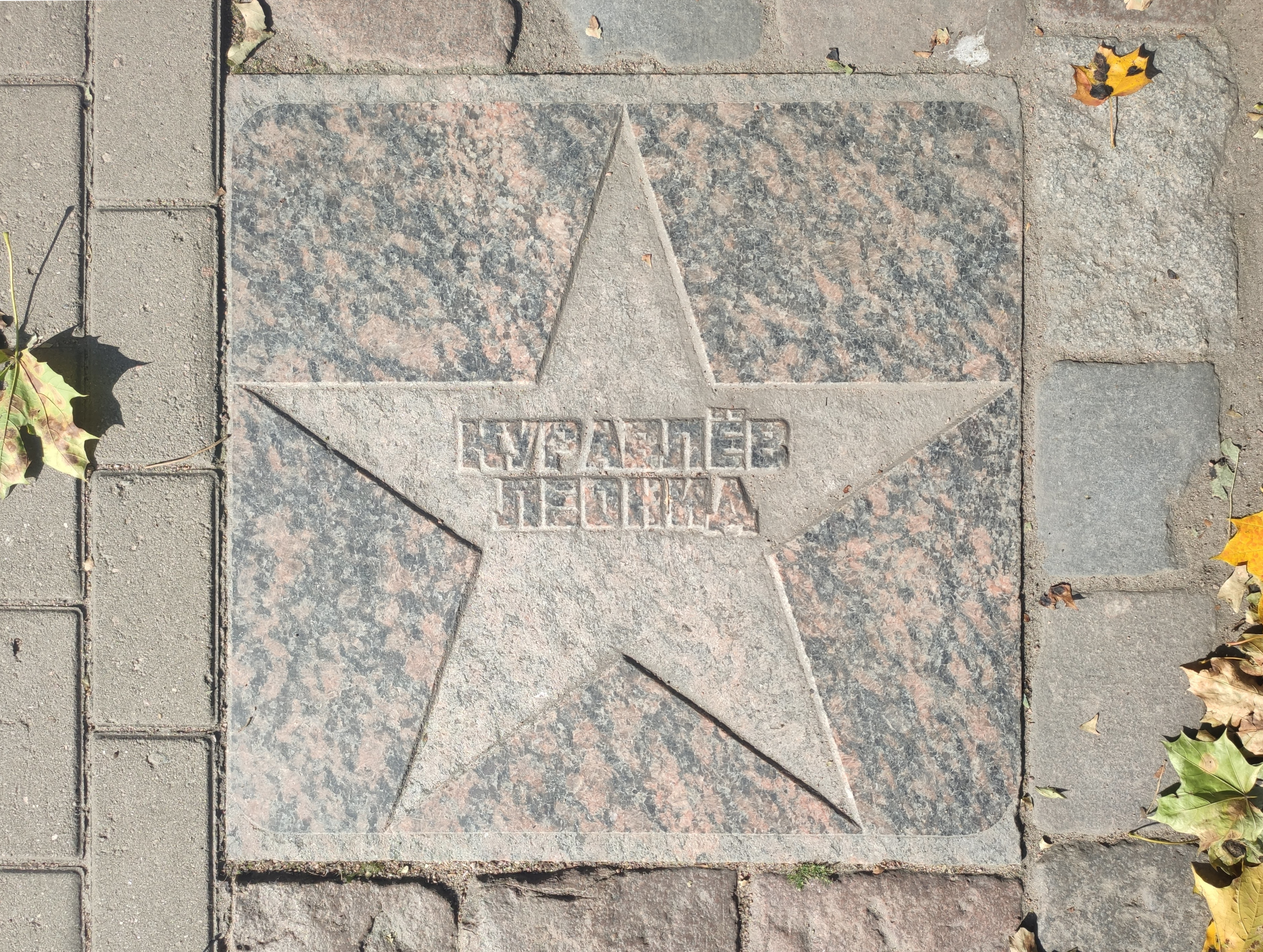
Звезда Леонида Куравлёва на Аллее актёрской славы в Выборге

- Заслуженный артист РСФСР (26 ноября 1965) — за заслуги в области советского киноискусства[40].
- Народный артист РСФСР (7 января 1977) — за заслуги в области советского киноискусства[41].
- Орден «Знак Почёта»[42].
- Орден «За заслуги перед Отечеством» IV степени (29 декабря 2012) — за большой вклад в развитие отечественной культуры и искусства, многолетнюю плодотворную деятельность[43].
- Премия ФСБ России (2016) — за заслуги в киноиндустрии[44].

Общественное признание:
- Специальный приз кинофестиваля «Виват, кино России!» — за творческий вклад в российский кинематограф (Санкт-Петербург, 1999).
- Лауреат общественной награды Всероссийского конкурса «За труды и Отечество» — Знака ордена св. Александра Невского «За труды и Отечество» (2006)[45].
- Скульптура героя Леонида Куравлёва — слесаря Афони из одноимённого кинофильма — была установлена в 2010 году в Ярославле.